# IsoHunt
isoHunt ist ein Indizierer für BitTorrent-Dateien. Die von Gary Fung 2003 gegründete Firma isoHunt Inc. und das damit verbundene Portal isohunt.com gehörten bis zur Schließung zu den meistbesuchten Anlaufstellen im Internet, um Dateien, die dem BitTorrent-Protokoll genügen, zu finden. 2013 ging isohunt.com vom Netz, nachdem Gary Fung wegen angeblichen Verletzungen des Urheberrechts zu einer Ausgleichszahlung von 110 Millionen US-Dollar verpflichtet wurde. Der Fall weist Parallelen zum Prozess gegen die schwedische Seite The Pirate Bay auf. Nach der Schließung von isohunt.com tauchten Klone der Webseite auf, die identisch aussehen, sich auch isohunt nennen, aber andere Domain-Endungen tragen. Die Seite isohunt.to zählt heute als Nachfolger von isohunt.com.
2006 verzeichnete isoHunt 1 Million „Torrents“ in seiner Datenbank und mehr als 17,76 Millionen Peers bei den indexierten Torrents. Mit 7,5 Millionen Besuchern im Mai 2006 war isoHunt eine der beliebtesten BitTorrent-Suchmaschinen. Im Durchschnitt erfolgten bei isohunt.com monatlich 20 Millionen Suchanfragen.

## Geschichte
isoHunt wurde im Januar 2003 von Gary Fung gegründet. Bald nach der Gründung ernannte er SJF zum Vizepräsidenten und Autor der Website. Der Name isoHunt leitet sich von dem Begriff des ISO-Abbildes ab, eines Dateiformats, das für das originalgetreue Archivieren von CDs und DVDs auf anderen Datenträgern üblich ist. „hunt“ (englisch) ist die „Jagd“.
Am 16. Januar 2007 wurde isoHunt vorübergehend vom Netz genommen; es wurde ausgesagt, dass „Rechtsanwälte unseres Haupt-ISP beschlossen haben, uns den Stecker ohne weitere Erklärung zu ziehen.“ Nach einem größeren Hardware-Upgrade fuhr Fung am 22. Januar mit dem normalen Betrieb fort, war aber aufgrund von mehreren Serverwechseln oft für kurze Zeiträume nicht erreichbar.
Anfang Februar 2007 verlegte isoHunt seine Server nach Kanada. Auf einer Seite zum Thema Urheberrecht gaben die Betreiber an, dass der Grund für den Umzug die US-amerikanischen Copyrightgesetze waren, welche geistiges und künstlerisches Eigentum schützen. Obwohl auf der Urheberrechteseite behauptet wird, dass Inhalte entfernt werden, wenn dies der rechtmäßige Besitzer verlangt, ist der Prozess, um dies tatsächlich zu erreichen, nicht leicht zu durchschauen. isoHunt gab damals Allen Parker als den für die Entfernung von illegal kopierten Werken zuständigen Kontakt an.
Am 18. Oktober 2013 wurde bekannt, dass isoHunt den Betrieb einstellt. In einem Vergleich verpflichtete sich Fung, die Website vom Netz zu nehmen und den ihn verklagenden Hollywood Studios eine Gesamtsumme von 110 Millionen Dollar zu zahlen.

## Rechtliches

### Korrespondenz mit der MPAA
Ausgewählte Bestandteile des E-Mail-Verkehrs zwischen isoHunt und der MPAA wurden im isoHunt-Forum veröffentlicht.

### Gerichtsverfahren
Im Februar 2006 wurde bekannt gegeben, dass die MPAA rechtliche Schritte gegen isoHunt, TorrentBox, TorrentSpy, ed2k-it und weitere BitTorrent-Indizes und -Tracker mit der Begründung eingeleitet hat, dass diese Websites Verletzungen des Copyrights erleichtern. Dem widerspricht die Tatsache, dass ähnliche Ergebnisse auch durch allgemeine Suchmaschinen wie Google erhalten werden können. Die Zulässigkeit dieser Klage ist deshalb nach US-amerikanischem Urheberrecht strittig, insbesondere aufgrund der „sicherer-Hafen“-Vorkehrungen des DMCA. Am 28. Februar 2006 wurde ein Verfahren gegen Gary Fung am Bezirksgericht von Süd-New York ausgefeilt. Fung gab zu verstehen, isoHunt nicht freiwillig schließen zu wollen, und steht dem rechtlichen Standpunkt der MPAA gegenüber. Am 18. August 2006 bewilligte Richter Stanton die Verlegung des Falles von New York nach Kalifornien aufgrund von schwierigen Parteien und ähnlichen Fällen, die am Amtsgericht von Zentralkalifornien bereits zu den Akten gelegt wurden.

### Abmahnungen durch die DMCA
isoHunt hat in der Vergangenheit oft Abmahnungen der DMCA nachgegeben und mit verschiedenen Rechteinhabern wie der RIAA und Microsoft zusammengearbeitet. Diese Politik im Umgang mit dem DMCA wird auf einer eigenen Seite zum Thema ausführlich beschrieben.

## Sonstiges
isoHunt bot eine kostenpflichtige Mitgliedschaft an, welche Spendern ermöglichte, die Website werbefrei zu benutzen. Trotzdem war eine Registrierung, anders als bei vielen ähnlichen Seiten, nicht verpflichtend. In ähnlichen Fällen, wie dem von The Pirate Bay, konnten jedoch bereits Nutzer über deren Spendenzahlungen identifiziert werden.
isoHunt besaß außerdem eine strenge Datenschutzpolitik.

## Technische Details
Anfang 2007 hat isoHunt seine Serverkonfiguration neu strukturiert und die Hardware für den Cluster, auf dem der Webserver betrieben wird, neu erworben. Er besitzt insgesamt 34 CPU-Kerne vom Typ AMD Opteron, 70 GB RAM und 30 Festplatten (SATA bis 15k SCSI).